# Funky Worm
Funky Worm é uma canção funk gravada em 1973 pela banda norte-americana Ohio Players, que foi número um nas paradas de sucesso da revista Billboard naquele ano, na categoria soul/R&B.

## Influência
Os solos de sintetizador da canção se tornaram parte integrante da história do sampler no hip hop, tendo sido já utilizada em diversas canções, como "Black Superman" (Above the Law), "Gangsta Gangsta" e "Dopeman" (N.W.A), "Boom! Shake the Room" (DJ Jazzy Jeff & the Fresh Prince), e incontáveis outros artistas de rap e hip hop.
A canção pode ser ouvida na estação de rádio Bounce FM, no jogo eletrônico Grand Theft Auto: San Andreas.

## Posições nas paradas de sucesso
| Paradas                                 | Posição mais alta |
| --------------------------------------- | ----------------- |
| Billboard Hot 100                       | 15                |
| Billboard Singles de soul mais vendidos | 1                 |